# Indiai nemzeti naptár

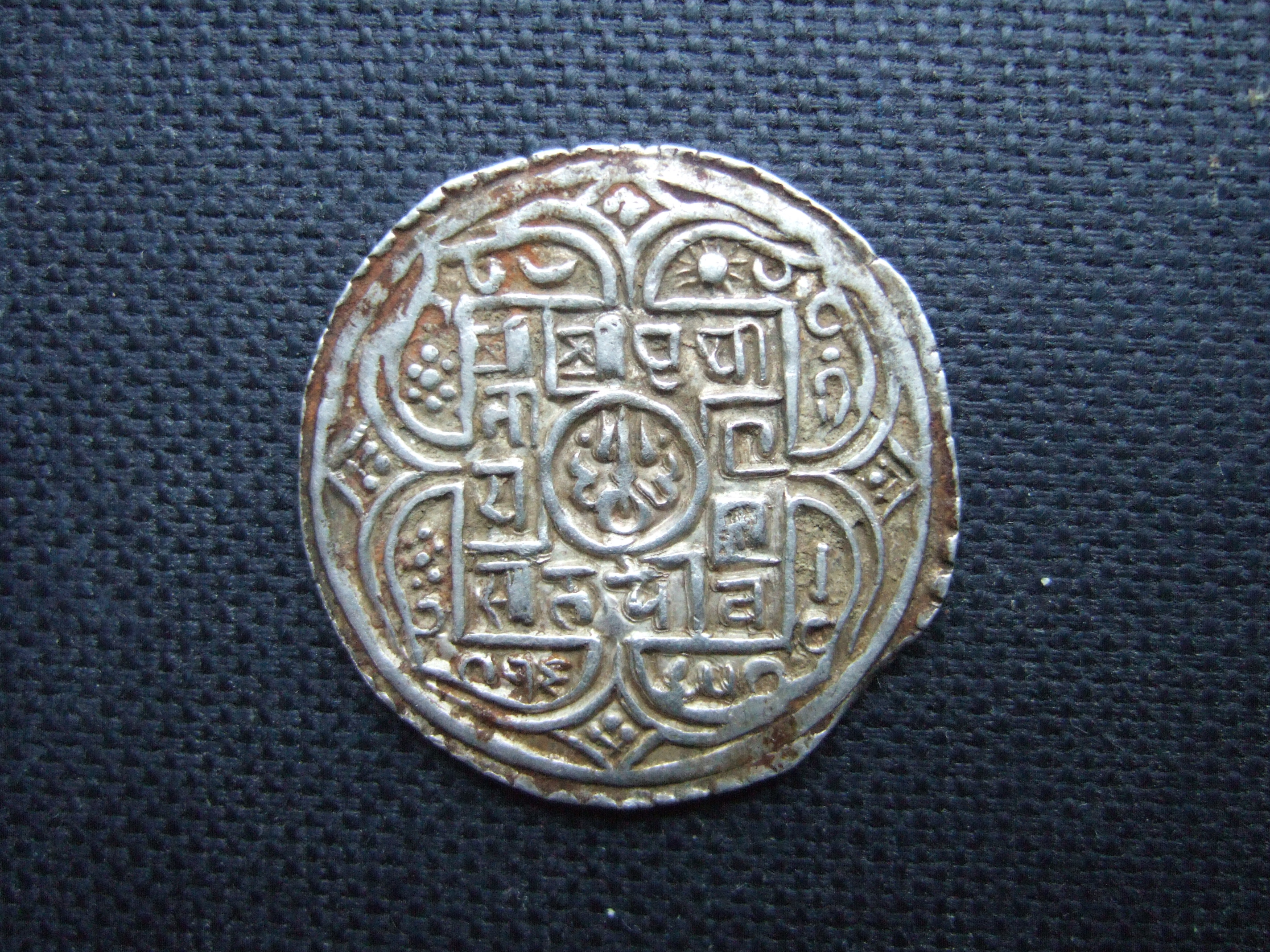
Prithvi Narayan Shah Gorka királya Moharja a Saka korszak 1685-ból (i.sz 1763-ból)

Az indiai nemzeti naptár másik neve Shalivahana Shaka naptár. A Gergely-naptár mellett ezt használja a The Gazette of India, a hírbemondásoknál az All India Radio, valamint ezen naptár szerint is közlik az indiai kormány programját.
A történelmi indiai hatások miatt a Saka naptárat mind a mai napig használják Balin, Jáván, Indonéziában. Nyepi, a "csened napja" a Saka újév ünnepe Balin. Nepál holdnaptára ebből az indiai naptárból fejlődött ki. A gyarmatosítás előtt az élet sok területén ezt használták a Fülöp-szigeteken is, ahogy arra a lagunai réztáblás iratok is utalnak.
A kifejezés utalhat a hindu naptárra is. A Saka időszámítást is gyakran használják más naptáraknál.
A történelmi Saka naptárat ma is széles körben használják. Ez napéveket alkalmaz.

## A naptár felépítése
A naptári hónapok a trópusi állatövi jegyeket követik, és nem a hindu naptárban használt másik állatövi beosztást.
| #  | Név (Szanszkrit) | Hossz | Kezdet dátuma (Gergely-naptár szerint) | Trópusi állatjegy | Trópusi állatjegy (szanszkritul) |
| -- | ---------------- | ----- | -------------------------------------- | ----------------- | -------------------------------- |
| 1  | Chaitra          | 30/31 | március 22/21                          | Kos               | Meṣa                             |
| 2  | Vaishākha        | 31    | Április 21                             | Bika              | Vṛṣabha                          |
| 3  | Jyēshtha         | 31    | Május 22                               | Ikrek             | Mithuna                          |
| 4  | Āshādha          | 31    | Június 22                              | Rák               | Karkata/Karka                    |
| 5  | Shrāvana         | 31    | Július 23                              | Oroszlán          | Simha                            |
| 6  | Bhaadra          | 31    | Augusztus 23                           | Szűz              | Kanyā                            |
| 7  | Āshwin           | 30    | Szeptember 23                          | Vízöntő           | Tulā                             |
| 8  | Kārtika          | 30    | Október 23                             | Skorpió           | Vṛścik‌‌‌a                          |
| 9  | Agrahayana       | 30    | November 22                            | Nyilas            | Dhanur                           |
| 10 | Pausha           | 30    | December 22                            | Bak               | Makara                           |
| 11 | Māgha            | 30    | Január 21                              | Vízöntő           | Kumbha                           |
| 12 | Phalguna         | 30    | Február 20                             | Halak             | Mīna                             |

A chaitra a naptár első  hónapja. A chatra 30 napos és március 21-én kezdődik, kivéve mikor szökőév van, mert ilyenkor a kezdési időpontja március 21, és 31 napos a hónap. Az év első felében minden hónap 31 napos, és ezzel veszik figyelembe, hogy a Nap lassabban halad ilyenkor az ekliptikán.
A hónap nevei a régebbi, hindu holdnaptárakból származnak, így elképzelhető másfajta írásalak is, és nehézségek adódhatnak arra nézve, hogy meghatározzák, melyik hónaphoz is tartozik ez adott nap.
Az éveket a Saka időszámítás szerint számítják, mely az i. e. 78-ra eső nulladik évvel kezdődik. A szökőévet a következőképp lehet meghatározni. Az indiai évszámhoz hozzá kell adni 78-at. Ha ez a Gergely-naptár szerint szökőév, akkor az szökőév a Saka időszámítás szerint is. Felépítése a perzsa naptárhoz hasonlít.

## Bevezetése
Meghnad Saha, elismert indiai asztrofizikus volt a Naptár Reform Bizottság vezetője, melyet a Tudományos és Ipari Kutatások Bizottságának az égisze alatt hoztak létre. A bizottságnak tagja volt még A. C. Banerjee, K. K. Daftari, J. S. Karandikar, Gorakh Prasad, R. V. Vaidya és N. C. Lahiri. A bizottság Saha kezdeményezésére jött létre. A Bizottság feladata az volt, hogy a tudományos ismeretek alapján hozzon létre egy pontos naptárat, melyet India-szerte be lehet vezetni. Ez egy nagy feladat volt. A bizottságnak harminc különböző naptárat kellett átnéznie, melyeket az ország különböző részein használtak. A feladatot tovább nehezítette, hogy ezek a naptárak vallási és regionális eseményeket is számításba vetek. India első miniszterelnöke, Dzsaváharlál Nehru a Bizottság 1955-ben megjelent jelentésének előszavában azt írta: „ Ezek a régebbi naptárak az ország korábbi politikai tagoltságát mutatják meg. Most, hogy függetlenné váltunk, minden bizonnyal kívánatos, hogy valamilyen közös naptárat alakítsunk ki polgári, társadalmi és egyéb igényeink figyelembe vételével. Ezt tudományos megközelítésből kellett elvégezni.”
A naptárat a Saka korszakban 1879. chaitr 1-én, Gergely-naptár szerint 1957. március 22-én vezették be.